# Fréville-du-Gâtinais
Fréville-du-Gâtinais ist eine französische Gemeinde mit 178 Einwohnern (Stand: 1. Januar 2022) im Département Loiret in der Region Centre-Val de Loire. Sie ist Teil des Kantons Lorris (bis 2015: Kanton Bellegarde) im Arrondissement Montargis. Die Einwohner werden Frévillois genannt.

## Geographie
Die Gemeinde Fréville-du-Gâtinais liegt im Gâtinais am Fluss Maurepas, 23 Kilometer westlich von Montargis und etwa 40 Kilometer ostnordöstlich von Orléans. Umgeben wird Fréville-du-Gâtinais von den Nachbargemeinden Saint-Loup-des-Vignes im Nordwesten und Norden, Mézières-en-Gâtinais im Nordosten und Osten, Ouzouer-sous-Bellegarde im Südosten, Quiers-sur-Bézonde im Süden und Südwesten sowie Montliard im Westen.

## Bevölkerungsentwicklung
| Jahr                       | 1962 | 1968 | 1975 | 1982 | 1990 | 1999 | 2006 | 2013 | 2022 |
| -------------------------- | ---- | ---- | ---- | ---- | ---- | ---- | ---- | ---- | ---- |
| Einwohner                  | 172  | 158  | 134  | 132  | 165  | 170  | 180  | 185  | 178  |
| Quellen: Cassini und INSEE |      |      |      |      |      |      |      |      |      |

## Sehenswürdigkeiten
- Kirche Saint-Martial, Monument historique

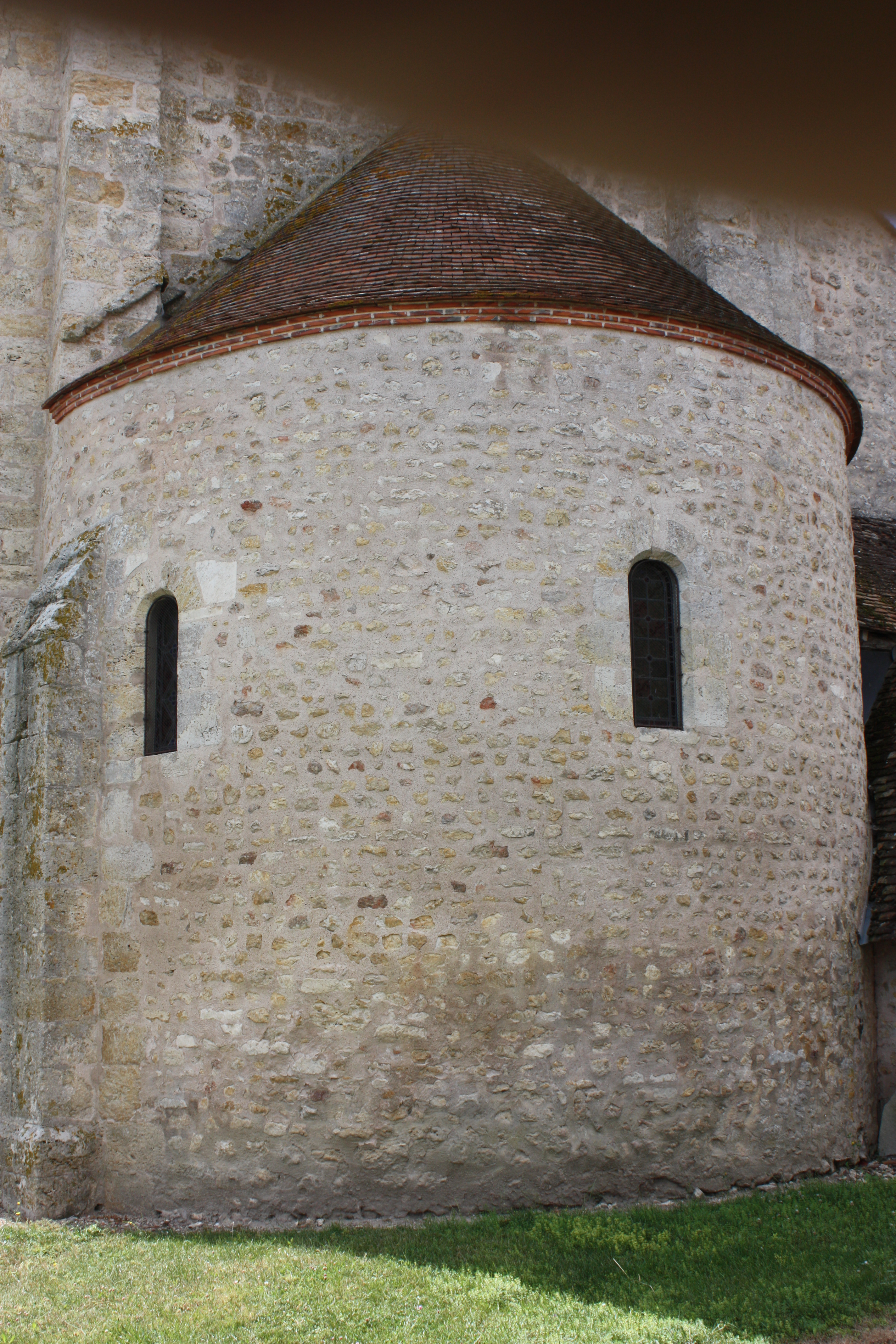
Apsis der Kirche Saint-Martial